# Ülkər Qənbərova
Ülkər Qənbərova (ur. 22 grudnia 1988) – azerska lekkoatletka specjalizująca się w skoku o tyczce.
W 2009 reprezentowała Azerbejdżan w zawodach III ligi drużynowych mistrzostw Europy, gdzie zajęła 7. miejsce, bijąc rekord kraju z wynikiem 2,80. Dwa lata później uplasowała się na 5. miejscu podczas III ligi drużynowych mistrzostw Europy ustanawiając nowy rekord Azerbejdżanu – 3,00 m. W 2013 podczas III ligi drużynowych mistrzostw Europy była szósta (3,10).

## Rekordy życiowe
- skok o tyczce (stadion) – 3,20 (2012) były rekord Azerbejdżanu[2]
- skok o tyczce (hala) – 3,25 (2013) były rekord Azerbejdżanu[3]